# Camille de Rocca Serra (Politiker, 1880)

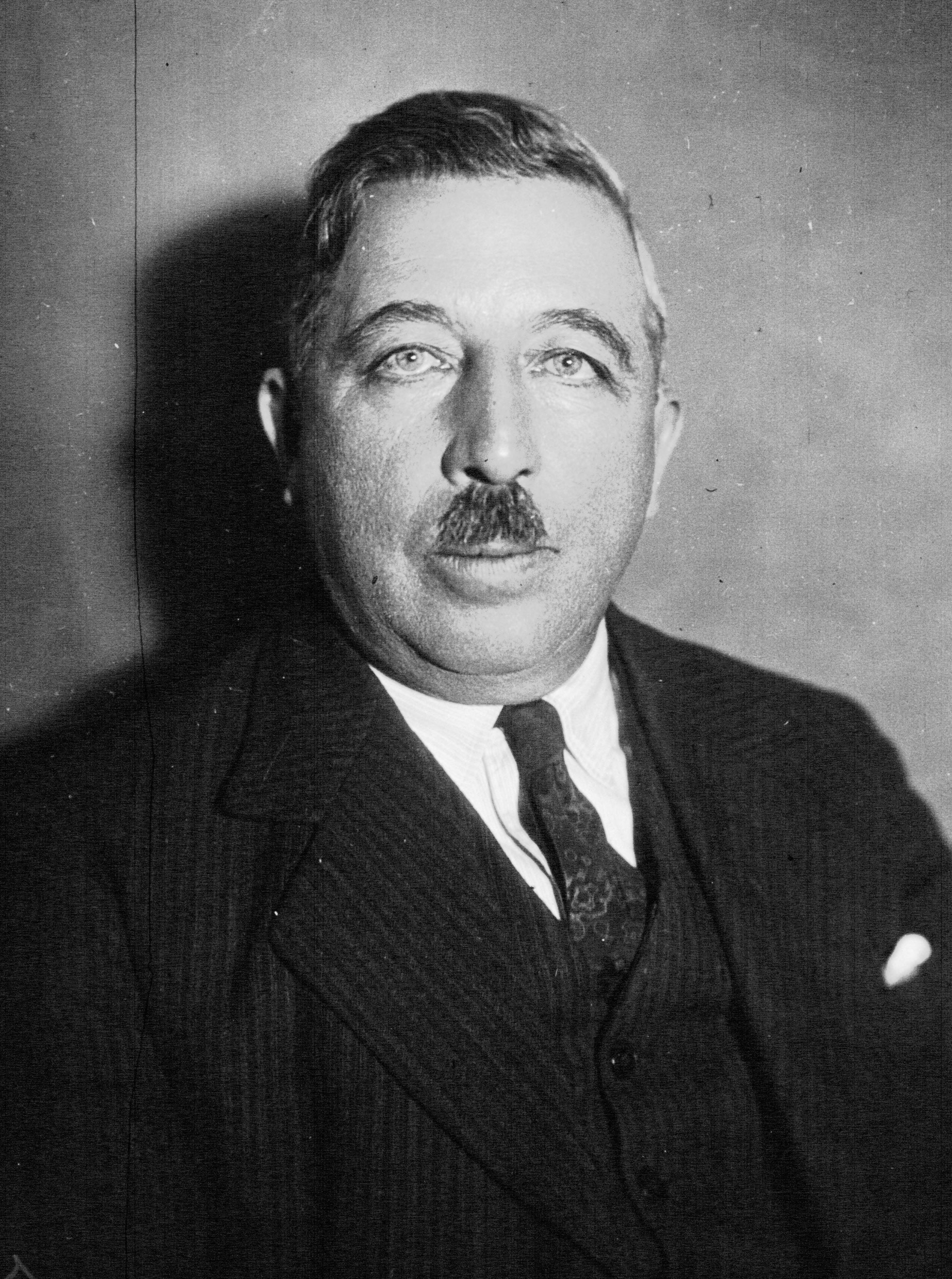
Camille de Rocca Serra

Camille Charles Joseph Eugène de Rocca Serra (* 16. August 1880 in Zicavo, Korsika; † 28. Februar 1963 in Porto-Vecchio) war ein französischer Politiker.

## Leben
Camille de Rocca Serra wurde 1880 im Dorf Zicavo im südlichen Korsika als Sohn einer alteingesessenen korsischen Familie geboren. Der Politiker Paul Séverin Abbatucci war sein Großvater mütterlicherseits.
Später studierte er Medizin in Paris, kehrte jedoch recht schnell nach Korsika zurück. 1909 begann de Rocca Serra, welcher mittlerweile Doktor der Medizin war, sich in der Lokalpolitik zu engagieren und vertrat Bonifacio im Generalrat. 1919 ließ er sich in Porto-Vecchio nieder und wurde dort sowohl in den Stadtrat als auch in den Generalrat gewählt. 1921 wurde zum Bürgermeister der Gemeinde gewählt. Diese Ämter bekleidete er bis 1943. Des Weiteren war er von 1938 bis 1939 Präsident des Generalrats von Korsika.
1928 wurde de Rocca Serra erstmals in die französische Abgeordnetenkammer gewählt. Bei den Wahlen vom 22. April, die nach der Wiedereinführung des Einpersonenwahlrechts stattfanden, erzielte er im ersten Wahlgang im Wahlkreis Sartène 4.179 Stimmen gegenüber 3.887 Stimmen seines Kontrahenten Célestin Caïtucoli und löste diesen damit als Abgeordneten ab. Bei den darauf folgenden Wahlen am 1. Mai 1932 und am 26. April 1936 wurde de Rocca Serra jeweils wiedergewählt. Durch ein Dekret vom Juli 1939 wurde das Mandat der 1936 gewählten Abgeordneten bis zum 31. Mai 1942 verlängert. Am 10. Juli 1940 stimmte er in der Nationalversammlung für die erweiterten Vollmachten für Marschall Pétain.
Während der 14. und der 15. Legislaturperioden gehörte er der Fraktion der Républicains de gauche an, während der 16. Legislaturperiode dann der Alliance des républicains de gauche et des radicaux indépendants. Als Abgeordneter war er Mitglied des Hygieneausschusses, des Ausschusses für die Handelsmarine und des Ausschusses für die Kriegsmarine an.
Sein Sohn Jean-Paul und sein Enkel Camille de Rocca Serra wurden später ebenfalls politisch aktiv, sowohl auf Korsika als auch im nationalen Parlament.

## Auszeichnungen
- Ritter der Ehrenlegion